# Graaf Olaf
Graaf Olaf is de belangrijkste slechterik uit de boekenreeks Ellendige avonturen. In de film wordt hij gespeeld door Jim Carrey, in de Netflix-serie door Neil Patrick Harris.
Graaf Olaf sterft voor het einde van de serie.

## Biografie
Olaf zit de drie Baudelairewezen Violet, Claus en Roosje al vanaf het eerste boek dwars om het Baudelaire-fortuin in handen te krijgen. Hiervoor gebruikt hij talloze plannen, vermommingen, schuilnamen en handlangers.
Olafs plannen vallen telkens pas op het laatst in het water, maar hij weet altijd weer te ontkomen voor hij kan worden gearresteerd. Olaf zit ook bij een toneelgezelschap, samen met zijn handlangers, waaronder een man met haken in plaats van handen, een kale man met een lange neus en twee witgepoederde vrouwen.
Olaf is te herkennen aan een tatoeage van een oog op zijn enkel. Ook heeft hij maar één wenkbrauw.
Aan het eind van De Loze Lift krijgt Olaf een vriendin, Esmé Zooi genaamd. Zij helpt hem bij de plannen om het fortuin in handen te krijgen.

## Vermommingen en schuilnamen
Graaf Olaf gebruikt in de eerste zeven boeken, Het Bittere Begin uitgezonderd, telkens vermommingen. Hoewel de drie Baudelaires deze vaak meteen doorzien, geloven volwassenen altijd in zijn valse identiteit.
- In De Slangenserre doet graaf Olaf zich voor als Stefano, de nieuwe assistent van Dr. Montgomery Montgomery.
- In Het Rampzalige Raam speelt Olaf Kapitein Nep, waarbij hij met een houten been zijn enkeltatoeage verbergt.
- In De Helse Houtzagerij heeft hij zich vermomd als Sonja de assistent.
- In De Krabbige Kostschool is de slechterik de gymleraar van de Prutjurk Kostschool, Coach Genghis.
- In De Loze Lift vermomt hij zich als Gunther.
- In Het Doodenge Dorp doet Olaf zich voor als Detective Dupin en wijst hij de Baudelaires aan als de daders van een moord.
- In Het Horror Hospitaal is hij Matthatias, hoofd personeelszaken bij het Heimlich Hospitaal.
- Vanaf De Koude Kermis gebruikt Olaf geen vermommingen meer.